# Berberis duthieana
Berberis duthieana är en berberisväxtart som beskrevs av Camillo Karl Schneider. Berberis duthieana ingår i släktet berberisar, och familjen berberisväxter. Inga underarter finns listade i Catalogue of Life.